# Ralph Howard Fowler
Ralph Howard Fowler OBS FRS (Fedsden, 17 de janeiro de 1889 — Cambridge, 28 de julho de 1944) foi um físico e astrônomo britânico, que trabalhou principalmente com astrofísica.

## Vida e obra
Fowler recebeu sua educação inicialmente em casa antes de frequentar a escola preparatória Evans em Horris Hill e o Winchester College. Fowler recebeu mais tarde uma bolsa de estudos para o Trinity College.
Durante a Primeira Guerra Mundial serviu na Royal Marine Artillery e foi ferido seriamente no ombro em Gallipoli. O ferimento fez com que fosse apresentado a Archibald Hill, que trouxe as habilidades de Fowler para a física.
Em 1919 Fowler retornou a Trinity e foi indicado como professor assistente em matemática em 1920. Trabalhou com termodinâmica e mecânica estatística, criando uma nova visão à química física. Com Edward Arthur Milne também escreveu um trabalho sobre espectro, temperatura e pressão estelar. Em 1926 trabalhou com Paul Dirac na mecânica estatística de anãs brancas. Em 1931 foi o primeiro a formular a lei zero da termodinâmica, termo também cunhado por ele. Em 1932, foi eleito para a cadeira de física teórica no Laboratório Cavendish.
Em 1939, quando a Segunda Guerra Mundial começou, reassumiu seu trabalho com o Ordnance Board, apesar de seu péssimo estado de saúde, e acabou sendo escolhido como ligação científica com o Canadá e os Estados Unidos. Conheceu bem os Estados Unidos, tendo sido professor visitante em Princeton e Wisconsin-Madison. Por seu trabalho neste contato, ele foi enobrecido em 1942. Retornou ao Reino Unido antes do final da guerra e trabalhou para o Ordnance Board e o Almirantado até poucas semanas antes da sua morte, em 1944.
Quinze camaradas da Royal Society e três Prêmios Nobel foram orientados por Fowler entre 1922 e 1939. Além de Milne, ele trabalhou com sir Arthur Eddington, Subrahmanyan Chandrasekhar, Paul Dirac e William McCrea. Foi Fowler quem apresentou Paul Dirac à Teoria dos Quanta em 1923. Fowler também estabeleceu o contato entre Dirac e Werner Heisenberg através de Niels Bohr. Em Cambridge, foi orientador de doutorado de 64 estudantes, incluindo John Lennard-Jones, Paul Dirac e Garrett Birkhoff.
Em 1921, Ralph casou-se com Eileen, filha de Ernest Rutherford, com quem teve quatro filhos. Eileen morreu após o nascimento da última criança.